# Arcadia (plano)
En Dungeons & Dragons, un juego de rol de fantasía heroica, los Reinos Pacíficos de Arcadia (o simplemente Arcadia), es uno de los planos que forman parte de la cosmología de la Gran Rueda, utilizada en los escenarios de campaña de Planescape, Falcongris y los Reinos Olvidados (en algunas de sus ediciones). Como parte de los Planos Exteriores el alineamiento de Arcadia se encuentra a medio camino entre legal neutral y legal bueno.
Si uno se sitúa sobre el pico más elevado de Arcadia es fácil darse cuenta de por qué este plano es conocido vulgarmente como "la tierra del perfecto bien". Todo está inundado por el orden y la paz, todo tiene un lugar especificado, y todo funciona como debe ser. Los árboles crecen ordenadamente, más parecidos a setos domésticos que a bosques en plena naturaleza. Forman densas filas en los campos, y los arroyos serpentean a través de planicies perfectamente planas en complejas rutas matemáticas. En los campos, geométricamente perfectos, la hierba crece siempre hasta la misma altura e incluso las flores dan una gama determinada de colores en armonía con el resto. Los pueblos están erigidos sobre terrenos geométricamente cuadrados y todos alcanzan un tamaño idéntico entre sí. Ninguno destaca, pues todos moran en armonía. Grandes ciudades geométricas de bella arquitectura se alzan, recorridas por caminos rectos y eficientes. Arcadia es una tierra de campos, huertos y bosques. Por todas partes se encuentran ejemplares de animales beneficiosos y pacíficos que abundan en el Plano Material, solo que los especímenes arcadios alcanzan el mismo tamaño entre ellos. Abejas productoras de miel, hormigas industriosas y ovejas lanudas se encuentran aquí, trabajando conjuntamente para preservar la armonía del plano de forma voluntaria. También son comunes los ejemplares gigantes de la fauna ordinaria. Todo el plano y sus habitantes son abiertamente hostiles contra cualquiera criatura de alineamiento maligno. Patrullas constantes de milicias de einheriar vigilan los alrededores con el objetivo de expulsar a aquellos que podrían perturbar la paz y armonía de su entorno. Los perros de caza de Arcadia son muy valorados porque son inmunes de manera natural a la magia de ilusión.

### El Orbe del día y la noche
Toda luz y oscuridad en Arcadia proviene de una enorme esfera que se ubica en la cumbre de la montaña más alta del plano. No tiene nombre pero los viajeros suelen referirse a la esfera celestial como "el Orbe del día y la noche". Un lado del orbe está iluminado con luz de las estrellas, y rota a velocidad constante, de modo que siempre la mitad exacta del plano está a oscuras, mientras que la otra mitad está bañada en la luz del día. La luz cambia a la oscuridad abruptamente (no hay ni amanecer ni crepúsculo) y cada cambio señala el principio o el final de otro día nuevo. El orbe gira en un día normal de veinticuatro horas.

### Los Reyes de la Tormenta
Todo el clima de Arcadia está gobernado por los denominados como Reyes de la Tormenta. Estas cuatro potencias divinas (cuyo poder dentro de su plano es similar al de un semidiós) han alcanzado la maestría con el control sobre las nubes, el viento, la lluvia y los relámpagos; no obstante todos trabajan en armonía entre ellos. El clima en Arcadia es siempre agradable, y las estaciones duran exactamente lo mismo. Su cambio es tan abrupto como el paso del día a la noche. Cuando los Reyes trabajan para causar una tormenta esta se extiende a lo largo de toda Arcadia. Cada uno de los Reyes mora en uno de los cuadrantes del orbe del día y la noche, en un castillo hecho totalmente del elemento afín al rey. De entre estos cuatro reyes el Rey del Viento es una mujer pero ostenta igualmente el título de rey. El Rey de las Nubes es el menor en rango pero su labor es esencial, pues no existe día sin que no aparezcan nubes en el horizonte. El Rey del Relámpago es el más fuerte de ellos pero también el más voluble. Cuando uno de ellos muere o se retira de su puesto se alza un nuevo rey, elegido entre los anteriores.

### Planos adyacentes
Arcadia limita con los siete montes de Celestia y el nirvana de mecanismos de Mechanus, y en algunos puntos es posible viajar a ellos. De igual manera, como todos los Planos Exteriores, Arcadia está conectada con el Plano Astral: sus portales mágicos son de color azafrán.

## Abellio
La primera capa de Arcadia es acaso la más representativa del plano y es conocida porque sus árboles son de hoja perenne. Abellio es en su mayoría una planicie aunque posee algunas montañas con formas de conos, alineadas en cordilleras geométricas. En ellas abundan bosques, ríos y campos, con una fauna que imita el comportamiento armonioso del plano, dedicado al bien común. Diríase que las colmenas de abejas producen miel para el consumo de sus habitantes, siendo amistosas y dóciles. Sus habitantes también están entregados al servicio de la comunidad pero tienen un comportamiento xenófobo contra los visitantes. En Abellio son más comunes las patrullas constantes de einheriar.
- Mandíbula: Una ciudad colmena altamente militarista habitada por formícidas (centauros-hormiga nativos) y el principal puesto comercial de la capa. Está gobernada por la Reina Madre K'l'tk'thra, a quienes los visitantes llaman simplemente como "Claridad".[4][2]
- Marduk: El reino divino de Marduk, dios babilónico de la civilización y las tormentas. Se trata de una tierra seca y árida, similar a un paisaje común del Oriente Medio, que todavía permite que los árboles crezcan y los arroyos fluyan. Está habitado por una población pacífica y en su mayoría complaciente.[4]
- Monte Clangeddin: El reino divino de Clangeddin Barba Plateada, dios enano de la guerra y el valor, y principal asentamiento enano en Arcadia. Es una montaña completamente cónica que se eleva unos nueve mil metros en su cumbre nublada y tormentosa, y cuyo interior ha sido tallado y decorado con exquisita maestría y lujo. En sus salas se acogen a los visitantes, en particular con el fin de encargar armas a los maestros herreros que trabajaban en las fraguas de la montaña.[4]
- Basílica de San Cuthbert: El reino divino de San Cuthbert, dios del justo castigo y el sentido común en Falcongrís.[5]
- Martillo de la Creación: Reino divino de Reorx, dios de la artesanía y los enanos en Dragonlance.[5]
- Cerezo en Flor: Reino divino de las deidades sintoístas Izanagi e Izanami. Se trata de un jardín caracterizado por su tono rosado debido a la eclosión de sus cerezos, anclado perpetuamente en la primavera.[6]

## Buxenus
Buxenus es la segunda capa de Arcadia, aunque es poco conocida. Sus árboles son de hoja caduca y posee campamentos armados de enanos y son las devas y arcontes celestiales quienes patrullan la capa. Geográficamente hablando Buxenus es muy similar a Abellio, con sus ordenadas llanuras salpicadas de montañas, colinas, bosques, lagos y arroyos. Buxenus es conocida en Arcadia por poseer un campamento de guerra altamente organizado, sirviendo como lugar de entrenamiento y reunión para los ejércitos empeñados en reconquistar Nemausus.
- Azuth: El reino divino de Azuth, dios patrón de los magos en los Reinos Olvidados. Se trata de una caverna cuya entrada está escondida en la ladera de una colina, abriéndose a una escalera descendente que conduce a una serie de cámaras llenas de maravillas arcanas.[4][7][8]
- El Ojo: El reino divino de Savras, dios de la adivinación y el destino en los Reinos Olvidados. Apenas se trata de una pequeña caverna profunda repleta de pergaminos donde se registra la historia de Toril. En sus estancias resuenan como un eco constante los avatares e hitos de la historia a través del tiempo.[9][7]
- Heliópolis: Reino divino compartido entre las deidades egipcias Horus, Isis, Osiris y Ra (también conocidas en los Reinos como dioses mulhorandinos). Es un reino en forma de triángulo dividido en tercios, cada uno controlado por Isis, Osiris y Ra. Geográficamente es similar a un pedazo del Antiguo Egipto, un desierto con sus pirámides, majestuosas necrópolis, como también un gran río fértil, al que llaman Isis, como la diosa. Horus prefiere vagar entre los reinos y no tiene un territorio propio.[4][10][11]
- Melodia: La ciudad natal y sede del Harmónium, una facción de individuos del Plano Material Primario que sirve como fuerza policial en Sigil, la Ciudad de las Puertas.[4]
- La Mano de la Paz: El reino divino de Meriadar, dios de los mostrencos (mongrelfolk), la artesanía y la tolerancia.[12]

## Nemausus (o Menasus)
Nemausus es, o más bien era, la tercera capa de Arcadia, considerada antaño como la más hermosa de las tierras arcadias. Con el paso del tiempo fue alineándose con Mechanus y finalmente la capa fue absorbida involuntariamente por ese plano. Todavía se puede llegar hasta Nemausus a través de portales en Buxenus, pero el acceso está extremadamente restringido por el Harmonium. Oficialmente la facción no quiere empeorar la situación de la separación de la antigua capa de Arcadia. Además Nemausus fue el sitio de la derrota más amarga de la facción, razón suficiente para que Harmonium quiera mantenerlo lo más secreto posible. En Nemausus apenas se pueden encontrar campamentos dispersos de modrones. Se cree que la causa de la anexión de Nemausus en Mechanus se debió a la influencia masiva de los formícidas, que emulaban las costumbres extremadamente legales de Mechanus.